# Vasco van der Valk
Vasco van der Valk (Amersfoort, 17 november 1999) is een Nederlandse motorracer. Hij is de zoon van tv-commentator en motorjournalist Iwan van der Valk. Hij werd tweede in het Nederlands NSF100-Kampioenschap voor Kids in 2011, georganiseerd door voormalig Grand Prix-125-ruiter Arie Molenaar. Later werd hij derde in de Moriwaki 250 JuniorCup 2013 van Ten Kate Racing. Daarna reed hij in de British Moto3-klasse van het British Superbike Championship en met Supersport 600-machines in het Duitse IDM. Daarna stapte Van der Valk over naar een Kawasaki Ninja ZX-10R Superbike. Hij kreeg meerdere malen een wildcard voor het Wereldkampioenschap Supersport.

## Carrière

### Motorcross (2003-2009)
Op 4-jarige leeftijd begon Van der Valk met motorcross op een Yamaha PW50, maar ging later door naar een KTM SX50. Net toen hij op 8-jarige leeftijd overstapte naar een KTM 65SX, maakte hij kennis met minibikes, waardoor motocross op de achtergrond raakte.

### Minibikes
Van der Valk mocht voor het eerst op een minibike van Scott Deroue rijden en kocht een Blata tweetakt minibike van diens vader Bert. Na een paar maanden stapte hij over op een viertakt Pasini, een merk gebouwd door Luca Pasini, vader van Moto2- rijder Mattia Pasini. Vervolgens begon hij te rijden met een groep andere kinderen op hetzelfde merk zoals Bo Bendsneyder, Livio Loi en Robert Schotman.

### Molenaar NSF100 kampioenschap (2009-2011)
Ondanks dat hij pas 9 jaar oud was, werd hij geselecteerd als reserve-rijder voor de eerste editie van het Nederlandse Honda NSF100 Championship for Kids 2011, georganiseerd door voormalig Grand Prix 125-rijder Arie Molenaar. Er werd gereden met Honda NSF100-motorfietsen op kartbanen. Uit het kampioenschap zouden veel Nederlandse en Belgische Grand Prix- rijders voortkomen, zoals Scott Deroue, Bo Bendsneyder en Livio Loi . Van der Valk reed 3 jaar in dit kampioenschap, om in 2011 tweede te worden achter Bendsneyder en tweede te worden in de NSF100 World Race in Zuid-Afrika.

### Moriwaki 250 Junior Cup (2012-2014)
In 2012 werd met de Moriwaki 250 Junior Cup, gerund door het Ten Kate Racing team, overgestapt naar de 'grote' circuits. Rijders kwamen van over de hele wereld om op de Moriwaki MD250H racemotoren te rijden, bestaande uit een Moriwaki-chassis uitgerust met een Honda CRF250X- motorcrossmotor. Na twee jaar van gestage verbetering naar een derde plaats in het kampioenschap in 2013, was het seizoen 2014 een beetje een teleurstelling vanwege enkele grote crashes. De eerste vond plaats in het voorseizoen op het Circuit de Barcelona-Catalunya waarna hij werd overgevlogen naar het ziekenhuis.

### Britse Motostar (2015-2016)
Vanwege het ontbreken van een Nederlands Moto3- kampioenschap en het kleine aantal rijders in de Duitse Moto3, ging Van der Valk in 2015 rijden met het nieuwe Moto3- team van Isle of Man TT-rijder Ian Lougher in de British Motostar, een klasse van het British Superbike Championship. Ondanks dat hij nieuw was in Moto3 en de circuits niet kende, ging hij tijdens het seizoen geleidelijk vooruit en behaalde hij een aantal indrukwekkende 4e en 5e plaatsen aan het einde van het seizoen. In de eindstand eindigde hij als achtste in het Moto3 Motostar-kampioenschap, waarbij hij de enige rijder was die in elke race punten scoorde. Voor 2016 stapte Van der Valk over naar GA Competition, zodat hij op een Geo-Honda kon rijden, met Daniel Sáez als teamgenoot, maar na 4 races stopte Van der Valk bij het team door verschillen van inzicht over de werkwijze.
Mede doordat hij 1,80 m groot was geworden, stapte Van der Valk over op het rijden op een 600 Supersport van Team Hoegee Suzuki op een Suzuki GSX-R600. Hij nam deel aan drie Open Nederlands Kampioenschap Wegrace races, waarbij hij tweemaal tweede werd en er één won.

### IDM
In 2017 reed Van der Valk voor het Nederlandse SWPN-team in het Duitse IDM Supersport 600 Championship op een Yamaha YZF-R6 . Hij kreeg ook een wildcard in de Nederlandse ronde van het Supersport Wereldkampioenschap op het TT Circuit Assen . Voor 2018 stapte Vasco over naar een ander Nederlands team: Benro Racing. Hij reed het volledige seizoen in het IDM Supersport 600 Championship en maakte wildcard-optredens in het Supersport World Championship op het TT Circuit Assen, plus de Campionato Italiano Velocità (CIV) Supersport 600 en het British Superbike Championship Supersport 600. Vanwege zowel technische problemen als pech waren de resultaten niet zo solide, met slechts twee podia in IDM. In 2019 stapte Vasco over naar het SRTD Pearle Gebben Racing Team voor nog een jaar in het Duitse IDM Supersport 600 Championship, met gemengde resultaten.

## Einde motorsportcarrière
Na het seizoen 2021 besloot Vasco te stoppen met de actieve motorsport om zich op zijn studie Bedrijfskunde aan de Erasmus Universiteit Rotterdam te concentreren.

## Carrièrestatistieken
- 2009 - 23e, Molenaar NSF 100 Championship for Kids
- 2010 - 6e, Molenaar NSF 100 Championship for Kids
- 2011 - 2e, Molenaar NSF 100 Championship for Kids
- 2012 - 6e, European 250 JuniorCup van Ten Kate Racing
- 2013 - 3e, European 250 JuniorCup door Ten Kate Racing
- 2014 - 8e, European 250 JuniorCup van Ten Kate Racing, Wildcard met Banks Racing in de Britse Motostar; 8e. Wildcard in de Pata Honda Junior Cup; 5e.
- 2015 - 8e, Britse Motostar op een Honda NSF250R door Ian Lougher Racing (ILR)
- 2016 - 4 weekenden in British Motostar op een Honda NSF250R voor GA Competition, 3 races in KNMV Dutch Supersport ONK (één overwinning, 2 tweede plaatsen) op een Suzuki GSX-R600
- 2017 - 5e, IDM Supersport 600, 2e Yamaha R3 Cup Race, Wildcard World Supersport
- 2018 - 8e, IDM Supersport 600, Wildcards Supersport World Championship, Campionato Italiano Velocità (CIV) en British Superbike Championship Supersport 600
- 2019 - 13e, IDM Supersport 600, Wildcards Alpe Adria Cup (DNF & win) en winnaar van de Koninklijke Nederlandse Motorrijders Vereniging Dutch Nations Cup (Supersport)

### Supersport Wereldkampioenschap
Vetgedrukte races geven pole position aan, races cursief geven snelste ronde aan
| Jaar | Merk   | 1   | 2   | 3   | 4      | 5   | 6   | 7   | 8   | 9   | 10  | 11  | 12  | Pos | Ptn |
| ---- | ------ | --- | --- | --- | ------ | --- | --- | --- | --- | --- | --- | --- | --- | --- | --- |
| 2017 | Yamaha | AUS | THA | SPA | NED 22 | ITA | GBR | ITA | GER | POR | FRA | SPA | QAT | NC  | 0   |
| 2018 | Yamaha | AUS | THA | SPA | NED 18 | ITA | GBR | CZE | ITA | POR | FRA | ARG | QAT | NC  | 0   |

## Racingnummer
Van der Valk gebruikt 62 sinds zijn vijfde als racenummer, want dat was zijn huisnummer en het enige nummer dat hij op die leeftijd kon onthouden. Tussen 2009 en 2011 moest hij nummer 26 gebruiken in het Molenaar NSF 100 Kampioenschap for Kids, aangezien hij door zijn leeftijd de eerste reserverijder was in 2009. Dit hield automatisch in dat hij 26, na 25 vaste rijders, moest gebruiken.